# Micah Kogo
Micah Kemboi Kogo (* 3. červen 1986 Burnt Forest) je keňský běžec, specializující se na běh na 10 000 metrů.

## Kariéra
Micah začal s běháním už jako malý chlapec, aby mohl na školu. Účastnil se několika školních závodů v bězích na 5000 a 10 000 metrů.
Od roku 2005 se začal pomalu dostávat do povědomí atletické veřejnosti. Vyhrál závod na 8 km zvaný L´Escalade, dále 10 km závod Corrida de Houilles a také závod v Aucklandu. Druhý doběhl v závodech La Provence a v Dunkerku. Nadále vyhrával i národní závody.
V roce 2006 na Memoriálu Van Dammeho stanovil svůj doposud nejlepší výkon 26:35,63, což se zařadilo mezi nejlepších 10 časů vůbec na 10 km trati. Následující měsíc skončil šestý na světovém atletickém finále v běhu na 5000 m. Ve stejném roce vyhrál také závod v Nijmegenu. V letech 2007 a 2008 vyhrál závody v Brunssumu, Manchesteru a ve Spokane, než si doběhl pro bronzovou olympijskou medaili na olympiádě v Pekingu.
V roce 2009 pokořil světový rekord v silničním závodě na 10 km, který před ním držel fenomenální Haile Gebrselassie, když v závodě v Brunssumu doběhl v čase 27:01. V roce 2009 také vyhrál závod v Edinburghu a skončil sedmý na atletickém světovém šampionátu.

## Osobní život
Micah pochází z rodiny farmářů.

## Osobní rekordy
- 3000 m – 7:38,67
- 2 míle – 8:20,88
- 5000 m – 13:00,77
- 10 000 m – 26:35,63
- 10 km – 27:01 (světový rekord)
- 15 km – 42:42